# Koffertbergets naturreservat
Koffertbergets naturreservat är ett naturreservat i Norrtälje kommun i Stockholms län.
Området är naturskyddat sedan 2021 och är 29 hektar stort. Naturreservatet ligger norr om Rimbo och består av barrskog med karga hällmarker, blötare stråk och en tallmosse.